# Groß Grönau
Groß Grönau ist eine Gemeinde im Norden des Kreises Herzogtum Lauenburg in Schleswig-Holstein. Die Landesraumordnung klassifiziert die Gemeinde als einen Randort im südlichen Bereich der Agglomeration von Lübeck.

## Geographie

### Geographische Lage und Ortsteile
Das Gemeindegebiet von Groß Grönau erstreckt sich südlich unmittelbar angrenzend vom Stadtgebiet der Hansestadt Lübeck im Landschaftsbereich des Naturraums Westmecklenburgisches Seenhügelland (Haupteinheit Nr. 750) zwischen dem Blankensee im Westen und der Wakenitz südöstlich davon. Am östlichen Ufer bildet das Flussbett zugleich die Landesgrenze zu Mecklenburg-Vorpommern ab.
Die Gemeinde Groß Grönau besteht siedlungsstatistisch einzig aus dem namenstiftenden Randort.

### Nachbargemeinden
Im Norden und Westen grenzt die Gemeinde Groß Grönau unmittelbar an das Lübecker Stadtgebiet im Stadtteil Stadtteil St. Jürgen. Im Osten grenzt es an die Gemeinde Lüdersdorf im Landkreis Nordwestmecklenburg. Nach Süden hin folgt das Gebiet der Gemeinde Groß Sarau.

## Geschichte

Älteste bildliche Darstellung Groß Grönaus, 1592. Trotz der stark vereinfachenden und verzerrten Ausführung entsprechen die topographischen Details in ihrem relativen Verhältnis zueinander der Realität: Rechts oben der Blankensee mit der als Papiermühle dienenden Wassermühle am Ausfluss, der hinter dem Straßendorf Groß Grönau entlangführt und schließlich in die Grönau mündet, die ihrerseits rechts unten in die Wakenitz fließt. Vor der Einmündung der Grönau in die Wakenitz ist die Grönauer Wassermühle erkennbar. Auf dem Hügel links oben befindet sich die Windmühle des Guts Tüschenbek, weiter unten sind die eingefriedete, noch heute existierende St.-Willehad-Kirche und das heute verschwundene Renaissanceschloss dargestellt.

Eine adlige Familie Gronow als Besitzer einer Wasserburg, des späteren Guts Tüschenbek, erschien 1212 erstmals in einer Urkunde. Der Ort selbst wurde im Jahr 1230 im Ratzeburger Zehntregister des Bischofs von Ratzeburg als Kirchdorf erwähnt. Ein Vorgängerbau St.-Willehad-Kirche stand zu diesem Zeitpunkt also schon. Wenig später war Groß Grönau ein eigenständiges Kirchspiel.
Im Jahre 1571 kaufte der Statthalter Heinrich Rantzau den Ort und die nahegelegene Burg. Die Hofanlage ließ er im Renaissancestil umbauen. Durch die Ansiedlung von Handwerkern wollte er Groß Grönau zu einem bedeutenden Handelsort machen. Dazu erlaubte er auch andernorts nicht geduldeten religiöse Minderheiten, darunter Mennoniten, die Ansiedlung. Tatsächlich erlangte Groß Grönau zu dieser Zeit die Fleckensgerechtigkeit.
Nachdem Rantzaus Sohn den Ort wieder verkauft hatte, befand sich Grönau wieder im Besitz der Herzöge von Sachsen-Lauenburg, die auch das Kirchenpatronat innehatten. Im Jahre 1654 wählte Herzog Franz Erdmann anlässlich seiner Hochzeit mit seiner Cousine Sibylle Hedwig, der Tochter von Herzog August und dessen erster Frau Elisabeth Sophie von Schleswig-Holstein-Gottorf, Tüschenbek zu seiner Wohnung. Während seiner kurzen Regierungszeit von 1665 bis 1666 machte er den Ort kurzzeitig zur Residenz. Nach seinem Tod blieben Gut Tüschenbek und das herzogliche Sommerhaus Fürstenhof Witwensitz von Sibylle Hedwig. Nach ihrem Tod verfielen die Gebäude.

## Politik

### Gemeindevertretung
Bei der Kommunalwahl am 14. Mai 2023 wurden insgesamt 17 Sitze vergeben. Von diesen erhielten die CDU und die SPD jeweils acht Sitze und die FDP erhielt einen Sitz.

### Wappen
Blasonierung: „In Rot mit von Silber und Schwarz zwölfmal gestücktem Bord eine silberne heraldische Lilie.“
Der gestückte Bord ist dem Wappen des Kreises Herzogtum Lauenburg entnommen. Die Lilie ist das Wappenzeichen der ersten nachweisbaren Besitzer des Ortes, der Adelsfamilie Gronowe.

## Kultur und Sehenswürdigkeiten
In der Liste der Kulturdenkmale in Groß Grönau sind die in der Denkmalliste des Landes Schleswig-Holstein eingetragenen Kulturdenkmale im Gemeindegebiet aufgeführt.
Der Chor der St.-Willehad-Kirche stammt aus der Zeit um 1250, das jüngere Kirchenschiff etwa von 1330 und der Turm neueren Datums von nach dem Jahr 1700. In der Kirche befinden sich ein Taufstein aus dem 13. Jahrhundert und eine von Herzog Franz Erdmann 1664 gestiftete Kanzel. Der Altar ist aus dem Jahr 1730. Das Gehäuse der Orgel stammt aus der 1806 abgerissenen Kirche des Johannisklosters in Lübeck.
In Klein Grönau, das als Ortsteil zum Lübecker Stadtteil Lübeck-St. Jürgen gehört, befindet sich eine backsteingotische Hospitalanlage der Stadt Lübeck. Diese besteht aus der 1409 geweihten Siechenkapelle mit einer 1659 von Cordt Kleimann in Lübeck gegossenen Glocke, dem Siechenhaus und einer Hofanlage.
Das Siechenhaus wurde mit Mitteln des im Jahr 1477 verstorbenen Lübecker Bürgermeisters Andreas Geverdes 1480 als Armenhaus für zwölf Bewohner gebaut. Hierher gelangte der gotische Hochaltar aus der Lübecker Aegidienkirche, der als Grönauer Altar heute im St.-Annen-Museum in Lübeck ausgestellt ist. Allein die später gefertigte Predella zu diesem Altar verblieb in der Grönauer Kapelle.

## Wirtschaft und Infrastruktur

### Tourismus
Entlang der Wakenitz führt der Drägerweg als Wanderweg von Lübeck nach Rothenhusen am Ratzeburger See.

### Behördeneinrichtung
Im Ort gibt es eine Außenstelle der Verwaltung des Amtes Lauenburgische Seen.

### Bildung
Im Norden von Groß Grönau liegt nahe am Wald die „Waldschule“. Sie ist die einzige Grundschule Groß Grönaus und hat zwölf Klassen.

### Verkehr
Die Alte Salzstraße (Landesstraße 331) zieht sich in Nord-Süd-Richtung durch den Ort. Im Süden liegt die Anschlussstelle Groß Sarau mit dem Anschluss an der Bundesautobahn 20.
Westlich angrenzend liegt der Flughafen Lübeck-Blankensee.

## Persönlichkeiten
- Rudolph von Gundlach (1808–1870), ab 1838 Besitzer des Fürstenhofes, Abgeordneter der Lauenburgischen Landesversammlung und der Ritter- und Landschaft
- Winfried Stöcker (* 23. Januar 1947 in Rennersdorf/O.L.), Mediziner und Unternehmer. Gründer von Euroimmun und Besitzer des Flughafens Lübeck-Blankensee. Lebt in Groß Grönau.

## Bilder

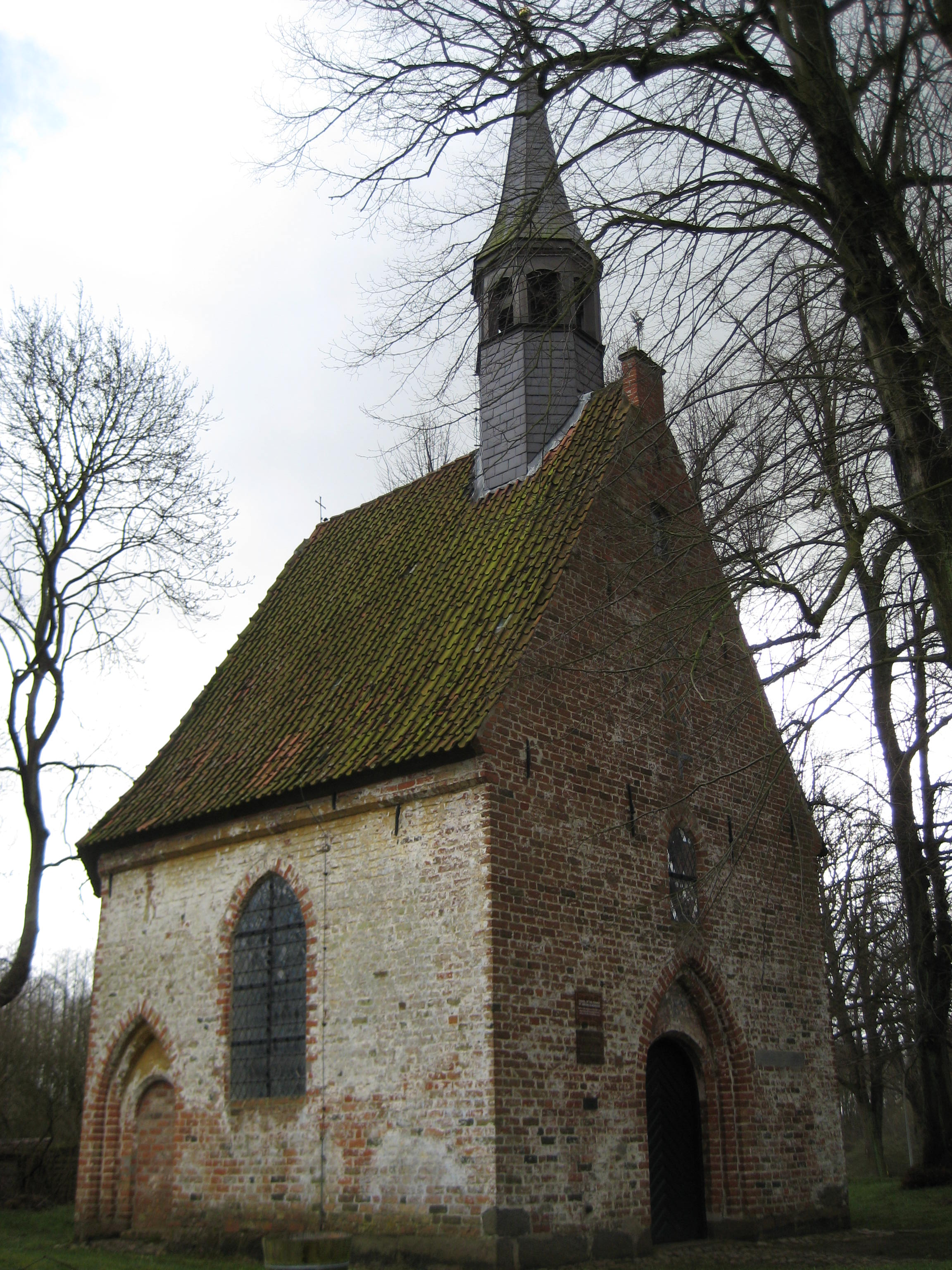
Kapelle in Klein Grönau
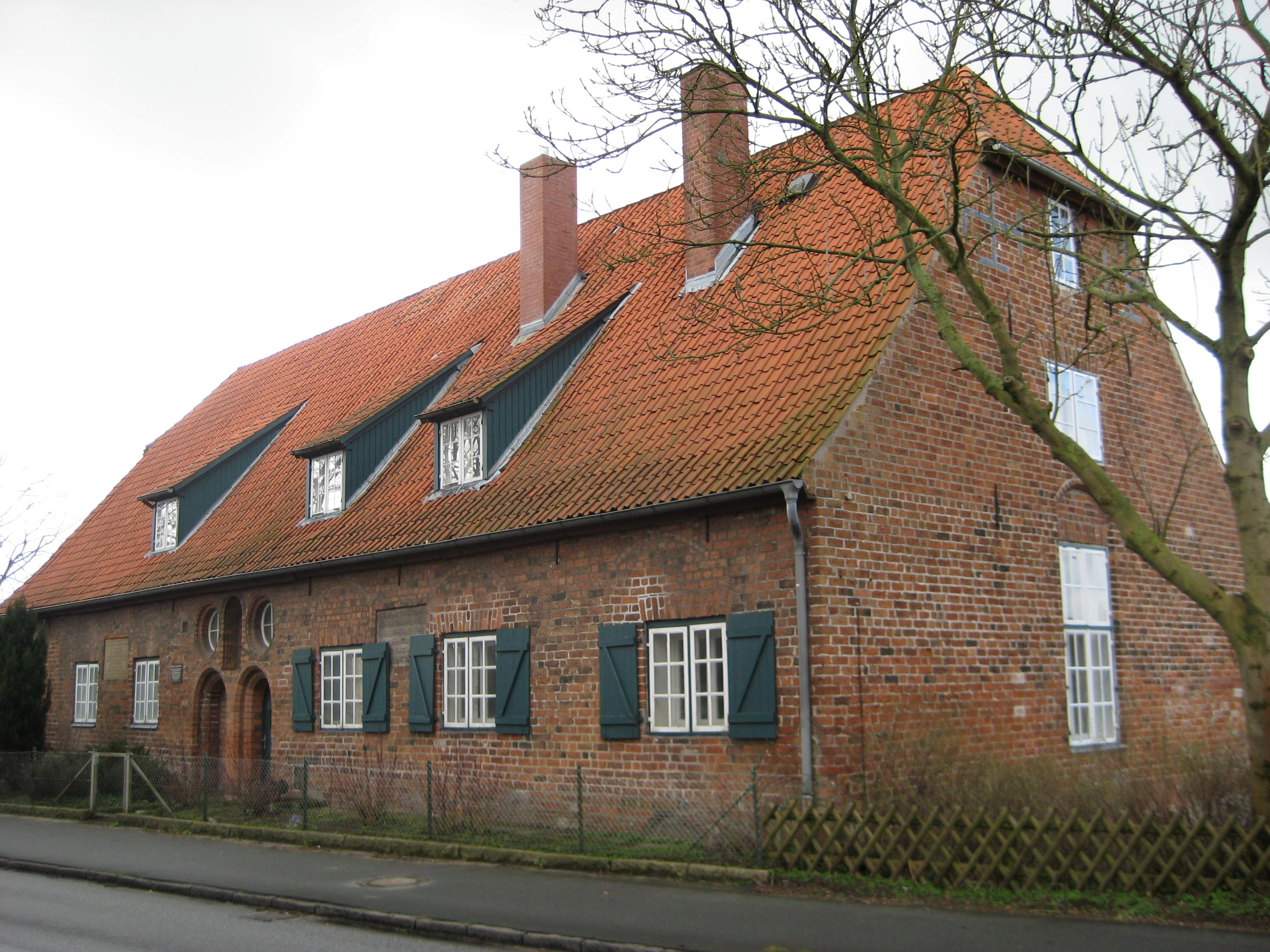
Siechenhaus
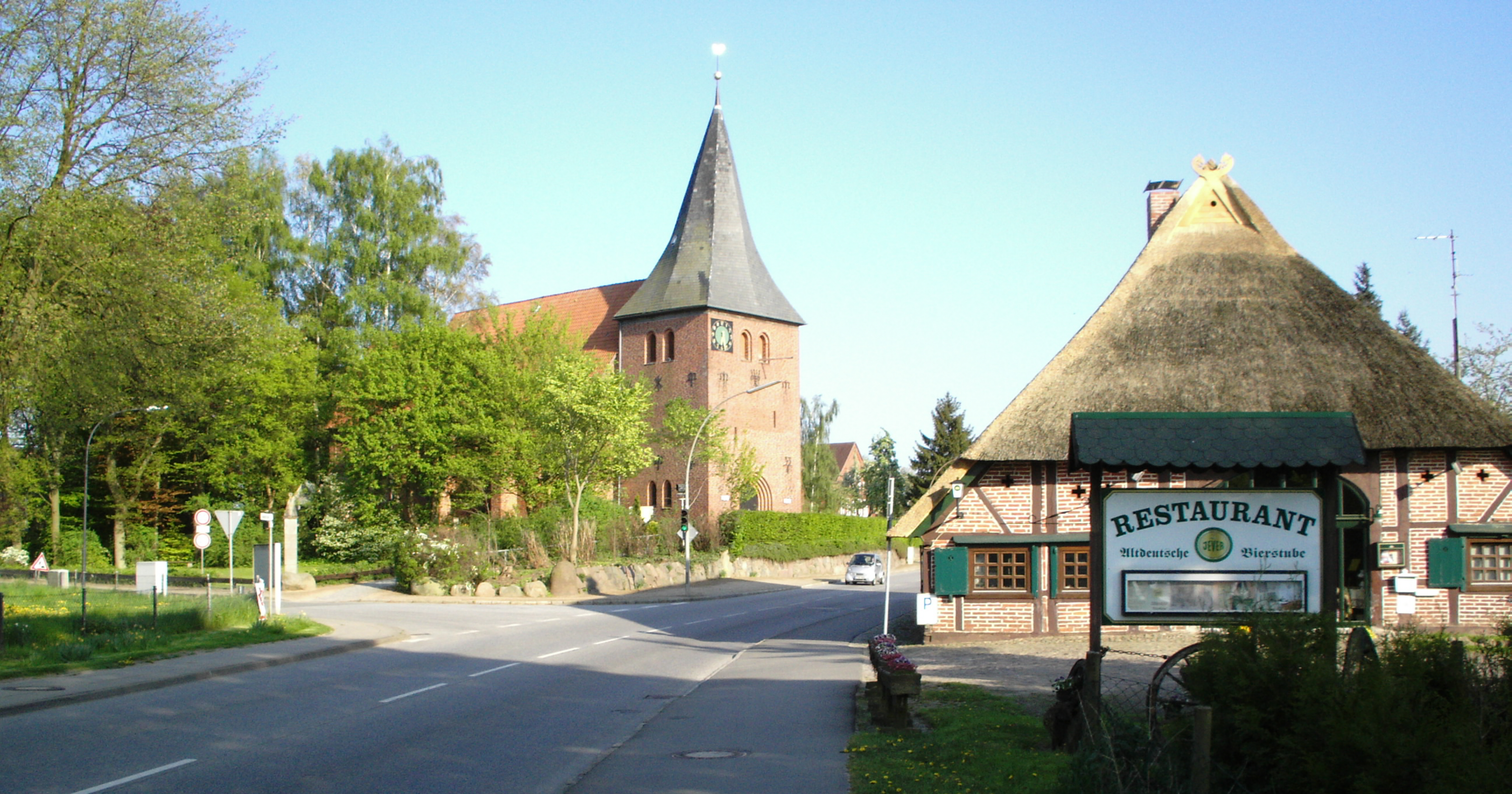
Blick auf die Willehadkirche
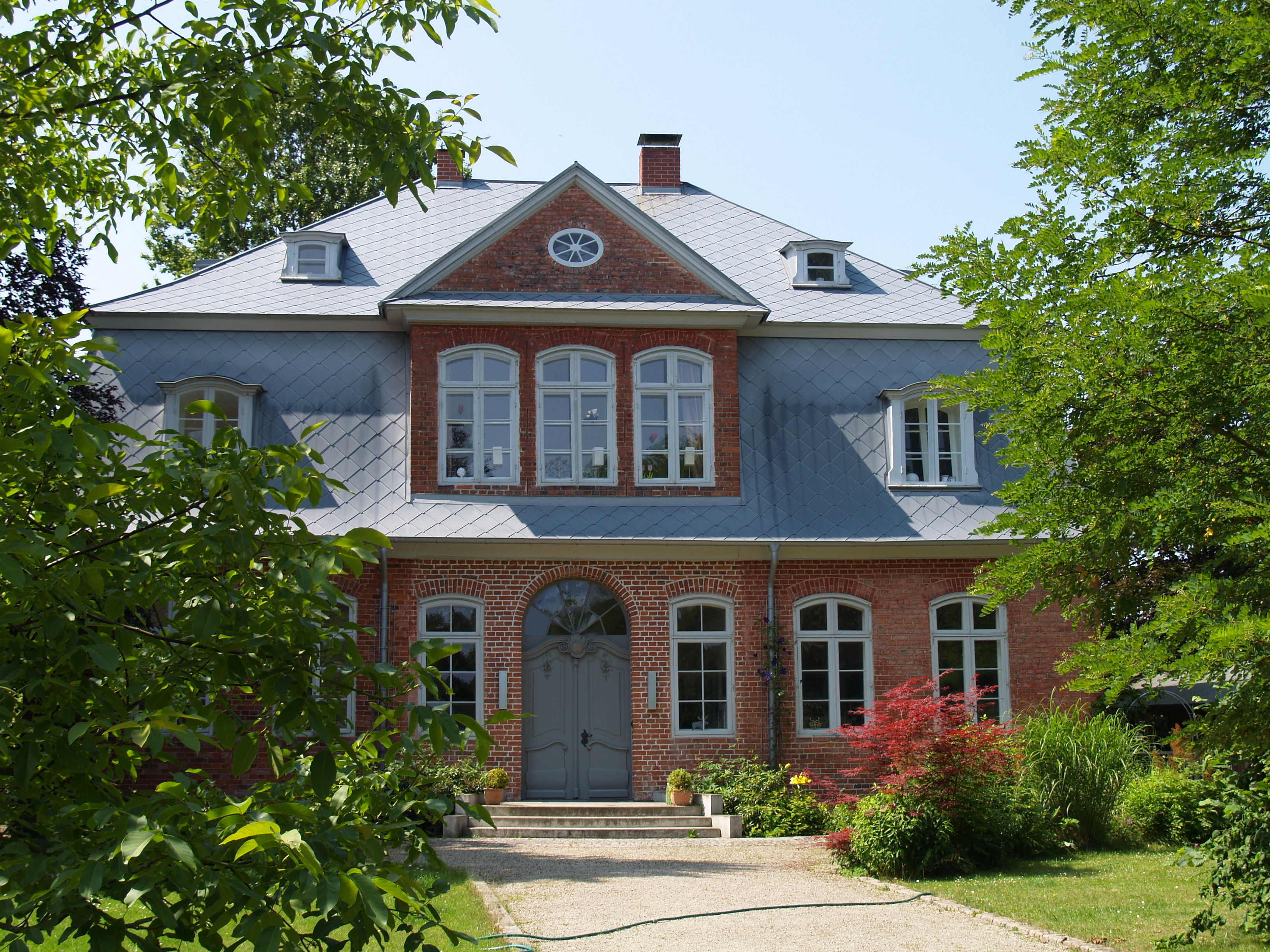
Fürstenhof